# Pošná
Obec Pošná (německy Poschna) se nachází v okrese Pelhřimov v Kraji Vysočina. Žije zde 258 obyvatel.

## Historie
První písemná zmínka o obci pochází z roku 1369.
V letech 2006–2010 působil jako starosta Jaroslav Tomšů, od roku 2010 tuto funkci zastává Radek Klika.

## Pamětihodnosti
- Kostel svatého Bartoloměje z 2. poloviny 13. století. Roku 1680 byl kostel přestavěn v barokním slohu. V interiéru kostela jsou k vidění cenné gotické nástěnné malby ze 14. století
- Barokní zámek (místní část Proseč) z 18. století, který byl původně postaven jako renesanční tvrz s dvěma bočními rondely a který dnes slouží jako domov důchodců

## Části obce
- Pošná
- Nesvačily
- Proseč
- Zahrádka

V letech 1961–1992 k obci patřil i Důl.